# Alexis Preller
Alexis Preller (* 6. September 1911 in Pretoria, Südafrikanische Union; † 13. Dezember 1975 in Pretoria) war ein südafrikanischer Maler, der für seine symbolistischen und surrealistischen Werke bekannt wurde. Alexis Preller gilt als einer der bedeutendsten Künstler Südafrikas des 20. Jahrhunderts. Seine Werke zeichnen sich durch einzigartige Kompositionen, die Verwendung leuchtender Farben und eine komplexe Symbolik aus.

## Leben
Alexis Preller studierte zunächst an der Westminster School of Art in London, bevor er seine Ausbildung an der Académie de la Grande Chaumière in Paris bei Othon Friesz fortsetzte. Während seiner Zeit in Europa wurde er von Künstlern wie Vincent van Gogh und Paul Gauguin beeinflusst. Diese Einflüsse verarbeitete er in seinen Werken, in denen er afrikanische Themen und Mythologien aufgriff und so eine einzigartige Bildsprache entwickelte, die afrikanische und europäische Elemente vereint.
Nach seiner Rückkehr nach Südafrika wurde Alexis Preller zu einem wichtigen Vertreter der afrikanischen Moderne. 
Alexis Preller verbrachte den größten Teil seines Lebens in Südafrika und arbeitete hauptsächlich in seinem Atelier in Pretoria. Sein künstlerisches Schaffen hatte einen nachhaltigen Einfluss auf die südafrikanische Kunstszene und er wird bis heute für seine innovativen und kulturell bedeutsamen Beiträge geschätzt.

## Werk
Nach seiner Rückkehr nach Südafrika 1935 begann Alexis Prellers Werk eine Mischung aus europäischer Moderne und afrikanischen Kulturelementen zum Ausdruck zu bringen. Vor allem die Kunst und die Traditionen des Ndebele-Volkes inspirierten ihn. Sein Stil entwickelte sich zu einem Stil mit leuchtenden Farben und symbolischen Bildern, der Vergleiche mit Gauguin nach sich zog. Alexis Prellers Werke zeigen häufig abstrakte Darstellungen afrikanischer Masken, mythischer Figuren und Landschaften, die er in einer surrealistischen Ästhetik wiedergibt. Zu seinen bekanntesten Werken zählen „Hieratische Frauen“ (1964), „Entdeckung“ (1955) und „Gekreuzigter Mann“ (1975). 
Seine Werke befinden sich in bedeutenden südafrikanischen privaten und öffentlichen Sammlungen, darunter die Iziko South African National Gallery in Kapstadt und die Johannesburg Art Gallery und sein Werk wurde posthum in einer Retrospektive im Pretoria Art Museum gewürdigt.